# 잔 자코모 트리불치오

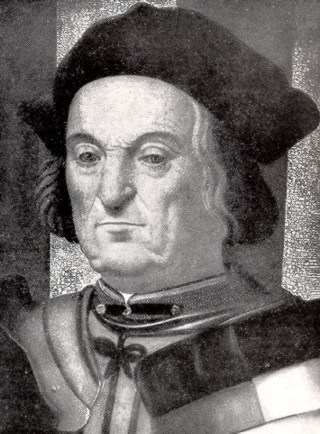
잔 자코모 트리불치오.

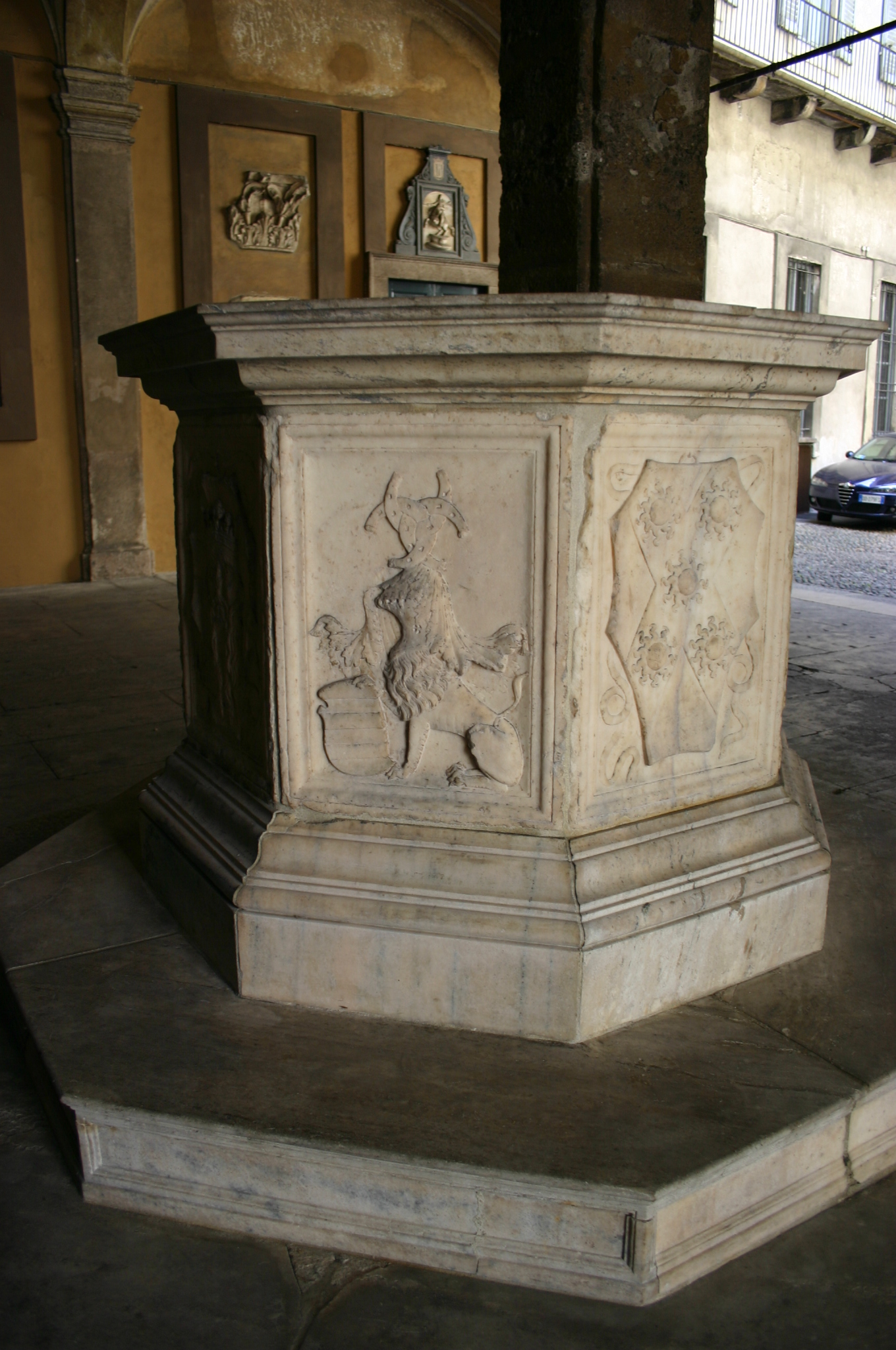
트리불치오가와 스포르차가의 문장이 있는 우물 (밀라노 트리불치오 궁전).

잔 자코모 트리불치오(Gian Giacomo Trivulzio, 1440년 또는 1441년 – 1518년 12월 5일)는 이탈리아 귀족으로 이탈리아 전쟁 동안 매우 크게 성공한 콘도티에로 (용병대장)에 속한다. 프랑스에 의해 육군원수및 밀라노 총독에 임명된바가 있다.

## 생애
트리불치오는 밀라노에서 태어나 갈레아초 마리아 스포르차등 다른 이들과 함께 교육을 받았다. 1465년 그는 루이 11세를 도우러 스포르차의 군대와 함께 프랑스에 보내졌다. 그는 바르톨로메오 콜레오니에 맞선 밀라노 공국의 전쟁에도 참여했고 로마냐에서는 페데리코 3세 다 몬테펠트로와 같이 싸웠다.
1478년 교황 식스토 4세의 확장 정책에 맞선 피렌체 공화국을 지원했다. 2년 뒤 그는 메스코 성을 얻었다. 1483년 그는 루도비코 스포르차를 저버리고 샤를 8세에게 충성을 하였다. 1484년 마르티네뇨에서 베네치아군을 격퇴시켰다.
1488년 그는 첫 아내 (마르게리타 콜레오니, Margherita Colleoni)가 사망한 후, 베아트리체 다발로스와 재혼했다. 같은 해 6월 그는 나폴리 왕국과 그곳의 통치자 페르디난도 1세 디 나폴리에게서 복무하기 위해 이탈리아 남부로 이동했다.
같은 해 밀라노 공작인 잔 갈레아초 스포르차가 알폰소 공작의 딸이자 페르디난도의 손녀인 이사벨라 다라고나와 혼인했다. 1493년에 그 젊은 공작(잔 갈레아초 스포르차)이 장인에게 그의 숙부인 섭정 루도비코 일 모로에게서 공작 자리를 되찾는 것을 지원해줄 것을 요청했다. 그러자 루도비코는 샤를 8세에게 나폴리를 공격해달라고 요청했다. 1494년 샤를 8세는 이탈리아 원정을 실시했다. 샤를 8세은 이탈리아에서 모든 저항을 이겨내고 곧 나폴리가 강화 조약을 맺게끔 했다. 그 강화 조약은 당시 나폴리군의 최고 사령관이던 트리불치오가 협상을 했다. 트리불치오의 능력에 감탄한 샤를은 그를 고용하기로 결정했고, 페르디난도의 허가를 받아 연간 10,000 두캇의 봉급을 주기로 하였다.
트리불치오는 샤를의 군대와 함께 프랑스로 향했다. 프랑스군이 퇴각하던 도중 베네치아 동맹의 공격을 받은 포르노보 전투 (1495년)에서 그는 프랑스군과 함께 싸웠다. 1495년 6월 15일에 그는 아스티의 총독으로 임명됐고 귀족 작위와 함께 프랑스내 영지를 수여받았다. 1498년 샤를이 사망한 후, 그의 후계자 루이 12세는 루도비코로부터 밀라노 공국을 점령하기 위해 트리불치오가 이끄는 대군을 소집했다. 트리불치오는 몇몇 요새화된 도시들을 점령하고 루도비코가 밀라노를 포기하게 끔 하였다. 1499년 10월 6일 그는 루이 12세에게 밀라노의 열쇠를 선물하였다. 루이는 그를 밀라노 총독으로 임명했고; 당시 그는 이미 9월 29일에 프랑스 육군원수로 임명됐었다.
트리불치오는 베네치아 공화국을 상대로 아냐델로 전투에서도 승리를 거뒀고, 노바라와 (이때는 스위스에 맞서 베네치아와 동맹을 했다) 마리냐노에서도 프랑스군을 지휘했다. 1516년에 그는 신성 로마 제국 황제 막시밀리안 1세의 공격에서 밀라노 방어를 성공시키기도 했다.
하지만 총독으로서 그의 행동이 그를 곧 이루어질 그의 불명예를 야기했다. 그는 그의 지위를 되찾기 위해 프랑수아 1세에게 찾아갔지만, 허사였다. 그는 1518년 아르파종에서 사망했다.
그의 조카 테오도로 트리불치오도 프랑스군에서 복무하는 군 지휘관이였고, 밀라노, 제노바, 리옹의 총독을 잠깐 맡기도 했다.

## 예술 후원가
트리불치오는 막대한 돈을 축적하여, 그 중 일부를 예술 후원에 사용했으며, 특히 브라만티노의 작품에 그랬다:이들 중에는 산 나차로 인 브롤로 성당에 있는 트리불치오 채플과 현재 밀라노의 스포르체스코 성에 있는 12개월을 표현한 테이피스트리가 있다.
레오나르도 다 빈치는 트리불치오의 거대한 기마상 제작을 의뢰받았으나, 시작은 하지 않았다.

## 참고 자료
- Rendina, Claudio (1999). 《I capitani di Ventura》. Rome: Newton & Compton. ISBN 88-8289-974-8.